# Фердиад

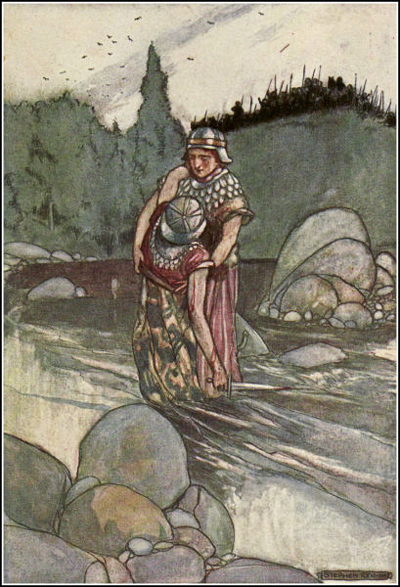
«Фердиад сражён Кухулином», иллюстрация Стивена Рида, 1904 г.

Фердиад ([fʲerðiað]; также Фер Диад, Фердия, «Страх» Диад) — персонаж ирландских саг, фигурирующий в Уладском цикле. Сын Дамана, из народа Фир Домнанна, могущественный воин Коннахта. В саге «Похищение быка из Куальнге» Фердиад ввязывается в войну на стороне, противоположной той, которую принял его лучший друг и сводный брат Кухулин. Именно с ним в юности он тренировался и обучался военному делу под руководством известной женщины-воительницы Скатах. Фердиад и Кухулин равны в своих боевых навыках, однако каждый из них обладает особой экипировкой: Га Бульг, копьё с зазубринами, пользоваться которым Скатах научила только Кухулина; и ороговевшая кожа Фердиада, которую не может поразить ни одно известное оружие.
Когда Айлиль и Медб, король и королева Коннахта, вторгаются в Ольстер, чтобы украсть быка из Куальнге, на их пути встаёт Кухулин. После того, как он побеждает одного за другим чемпионов Коннахта, Медб посылает за Фердиадом, однако тот отвергает просьбу о сражении со своим другом Кухулином. Лишь после того, как в честь Фердиада устраивается грандиозный пир, на котором королевская дочь, Финдабайр, всё время подливает в кубок Фердиаду лучшие вина, Медб хитрыми речами всё же убеждает захмелевшего воина сразится с Кухулином.
Герои «сражались три дня» посреди речного брода, используя самое разное оружие. На третий день Фердиад начинает брать верх. В этот момент Кухулин призывает своего возничего, чтобы тот подал его копьё Га Бульг. Затем Кухулин запускает другое лёгкое копьё, целясь в грудь Фердиада, заставляя того поднять свой щит, после чего сразу же подбирает Га Бульг и вонзает его Фердиаду в единственное уязвимое место — между ягодиц. Фердиад погибает. Осознав это, Кухулин оплакивает смерть Фердиада, восхваляя его былые силу и храбрость:
В играх, забавах мы были рядом
Пока у брода не встретил ты смерть.
Любимый друг мой, отважный Фердиад,
Все смерти стоят твоей одной.
Вчера высокой ты был горой.
Сегодня у брода встретил ты смерть

## Наследие

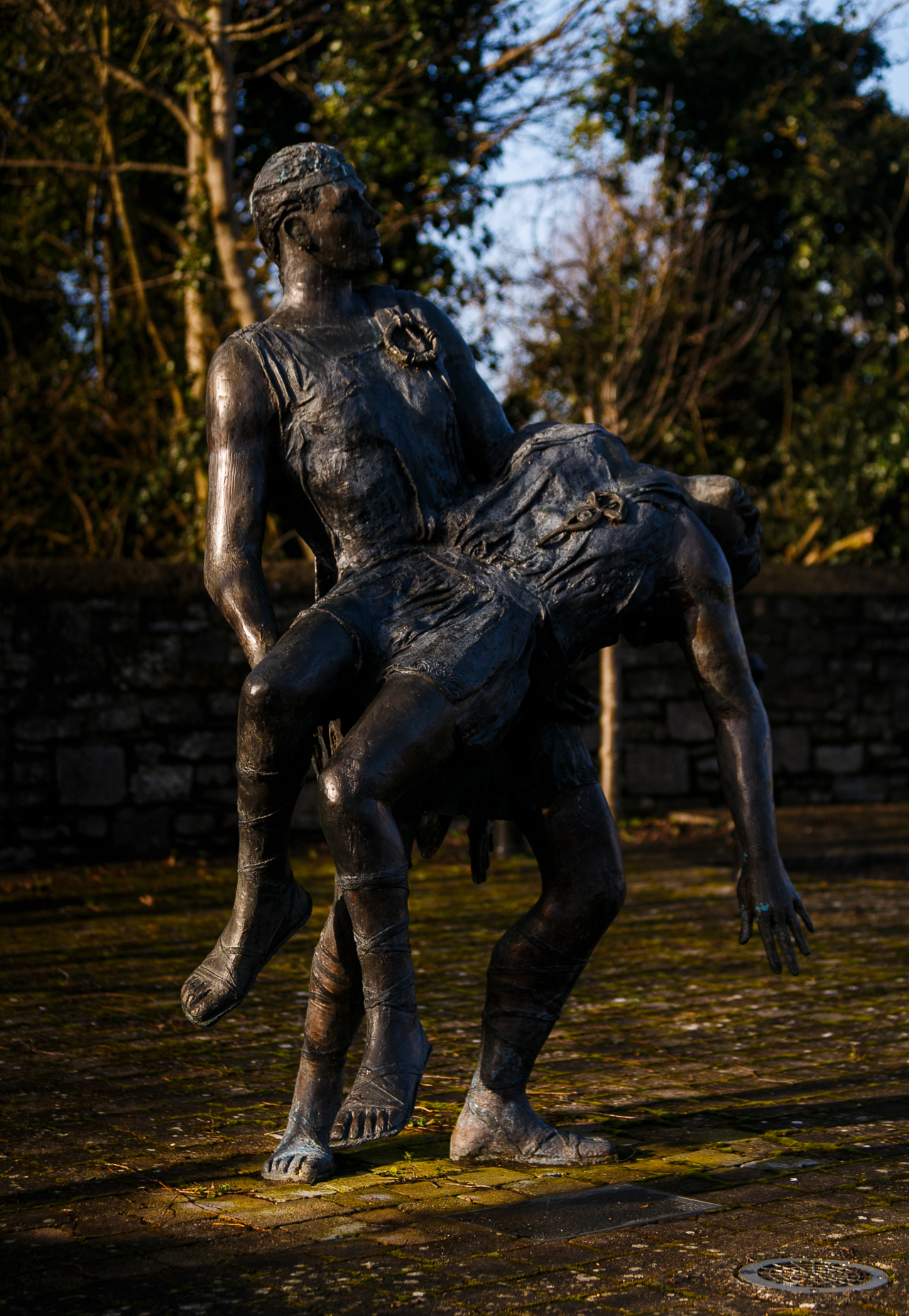
Статуя в Арди, Ирландия

Имя «Фердиад» интерпретируется рядом исследователей как «человек дыма», «человек пары» или «человек двух ног», и может быть формой от топонима «Áth Fhir Diad» (Арди, графство Лаут), вероятно названного в честь него.  Брод, на котором он умер, так и называется: «Áth Fhirdiad» («брод Фердиада» в переводе с ирландского языка).
Бронзовая статуя на Бридж-стрит, в городке Арди, изображает погибшего Фердиада на руках у Кухулина.
Некоторые современные фольклористы считают, что сюжет о дружбе Фердиада с Кухулином и смерть первого имеют гомоэротический оттенок.
В 1989 году группа «Аквариум» под названием «Русско-абиссинский оркестр» записала песню «Пленение И. В. Сталина ирландским народным героем Фер Диадом», вошедшую в альбом «Чёрная роза — эмблема печали, красная роза — эмблема любви».